# NGC 1426
NGC 1426 هي مجرة تتبع كوكبة النهر. اكتشفها ويليام هيرشل في 9 ديسمبر 1784.

## روابط خارجية
- NGC 1426 على موقع ويكي سكاي: DSS2, SDSS, GALEX, IRAS, Hydrogen α, X-Ray, Astrophoto, Sky Map, Articles and images